# 疤痕紋刻

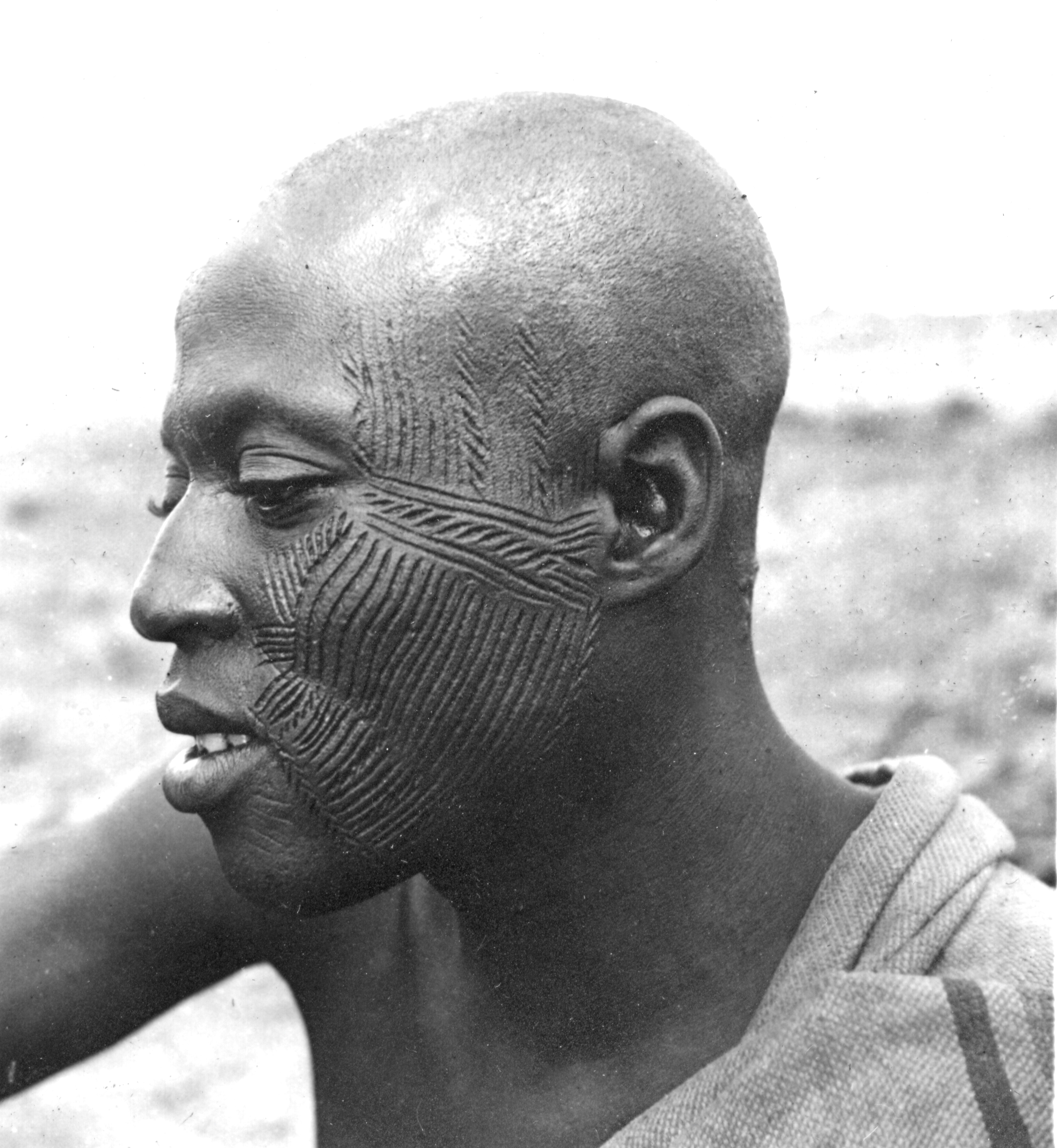
精細的臉部疤痕紋刻

疤痕紋刻是一種透過劃傷、酸蝕、燒灼或烙印的方式，有意地將圖樣或文字永久性刻印於皮膚表面的人體改造或人體藝術行為，約需要 6-12 個月的自然癒合時間。在疤痕形成的過程中，人們有時甚至會在間隔一段時間後進一步傷害或刺激傷口，從而故意形成疤痕。

## 歷史

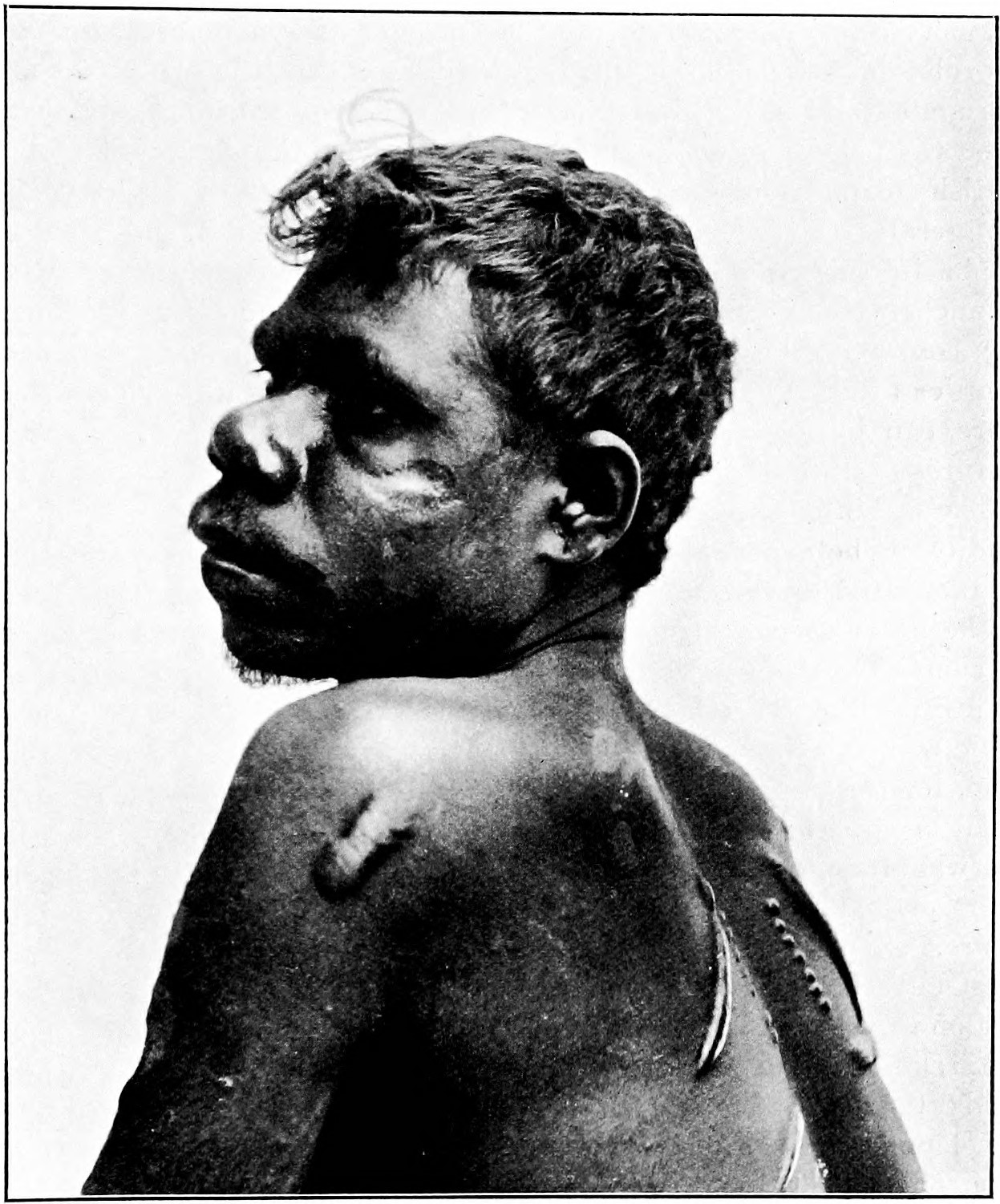
澳洲原住民的背部紋刻，1911 年

疤痕紋刻通常見於膚色較深的文明，其原因被認為或許是相較於刺青，傷疤在較深的膚色上較為明顯的緣故。在非洲（尤其是西非）、美拉尼西亞和澳大利亞的原民文化中疤痕紋刻是非常常見的行為。 包括古馬雅在內，北美的一些原住民文化中亦此風俗。 
1. ↑  . Gallery Ezakwantu.   [2012-10-17]. （原始内容存档于2012-10-20）.
2. ↑  Roland, Garve; Garve, Miriam; Türp, Jens; Fobil, Julius; Meyer, Christian. . Tropical Medicine & International Health. 2017-04-05, 22 (6): 708–715. PMID 28380287. S2CID 8164849. doi:10.1111/tmi.12878 .
3. ↑  Pyne, Lydia. . Archaeology (Archaeological Institute of America). July 2020  [2023-01-17]. （原始内容存档于2024-04-12）.